# 가슴샘종

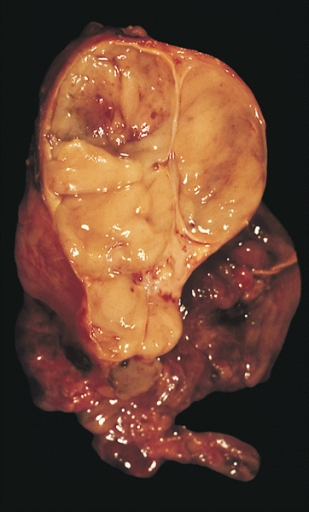

가슴샘종 또는 흉선종(胸腺腫, thymoma)은 흉선의 상피세포에서 발생하는 종양으로, 희귀 악성종양으로 알려져 있다. 흉선종은 중증 근무력증과 같은 신경근 장애와 자주 연관된다. 흉선종은 중증 근무력증 환자의 20%에서 발견된다. 일단 진단되면 흉선종은 수술을 통해 제거될 수 있다. 드물게 악성 종양의 경우 화학 요법을 사용할 수 있다.

## 징후 및 증상
흉선종이 있는 모든 사람의 1/3은 팽창된 덩어리에 의해 주변 장기가 압박되어 증상이 나타난다. 이러한 문제는 상대정맥 증후군, 연하곤란(삼키기 어려움), 기침 또는 흉통의 형태를 띨 수 있다.
환자의 1/3은 관련된 자가면역 질환이 있기 때문에 종양이 발견되었다. 앞서 언급한 바와 같이 이러한 상태 중 가장 흔한 것은 중증 근무력증(MG)이다. 중증 근무력증 환자의 10-15%는 흉선종을 가지고 있고, 역으로 흉선종 환자의 30-45%는 중증 근무력증을 가지고 있다. 추가 관련 자가면역 상태에는 흉선종 관련 다기관 자가면역, 순수 적혈구 무형성증 등이 포함된다. 이 밖의 보고된 질병 연관성으로는 급성 심낭염, 무과립구증, 원형 탈모증, 궤양성 대장염, 쿠싱병, 용혈성 빈혈, 변연계 뇌병증, 심근염, 신증후군, 범뇌하수체기능저하증, 악성 빈혈, 다발성근염, 류마티스성 관절염, 유육종증, 피부경화증, 감각운동 신경근병증, 경직, 전신성 홍반성 루푸스 및 갑상선염 등이 있다.
흉선종이 있는 모든 사람의 1/3에서 1/2은 무증상이며 흉선종은 관련 없는 문제에 대해서는 수행된 흉부 X레이 또는 CT/CAT 스캔을 통해 확인된다.